# Biratnagar
Biratnagar ist eine Stadt im Südosten Nepals im Hügelland Terai an der Grenze gegenüber dem indischen Jogbani.
Die Stadt im Distrikt Morang liegt auf einer Höhe von 63 bis 78 m.
Das Stadtgebiet umfasst 58,48 km².

## Einwohner
Biratnagar hatte beim Zensus 2011 201.125 Einwohnern (davon 101.949 männlich) in 45.131 Haushalten.
Die Alphabetenrate liegt bei 80,49 %. Hauptsprachen sind Nepali und Maithili.

## Wirtschaft
Biratnagar ist nach der Landeshauptstadt Kathmandu und den Städten Pokhara und Lalitpur die viertgrößte Stadt Nepals (s. Städte in Nepal) und das bedeutendste Wirtschaftszentrum mit guten Verkehrsverbindungen u. a. sowohl ins Kathmandutal als auch ins indische Bihar. Die Stadt ist zugleich Distriktshauptstadt von Morang innerhalb der Koshi-Zone und profitiert auch von der Fruchtbarkeit der Region. Erwerbszweige sind nicht nur Jute-Verarbeitung und landwirtschaftliche Produktion, es gibt auch kleine und mittlere Industriebetriebe z. B. in den Bereichen Chemie, Öl, Stahl, vor allem angesiedelt in Richtung der 15 Kilometer nördlich gelegenen Stadt Itahari.
Biratnagar verfügt am westlichen Stadtrand über einen Flughafen. Von hier aus bestehen nicht nur regelmäßige Flüge nach Katmandu, sondern er ist auch wichtiger Ausgangspunkt für Flugverbindungen zu den Hochgebirgsregionen im Osten des Landes.
Auch hat hier der lokale Automobilhersteller Hulas Motors seinen Firmensitz.
Im Westen liegt in der Nähe das Koshi Tappu Wildlife Reserve, ein Ort zur Vogelbeobachtung. Die Koshi-Schlucht am gleichnamigen Fluss Koshi ist beeindruckend. Biratnagar ist ein Drehkreuz für Flugrouten im Osten von Nepal.
Für Touristen gibt es Routen nach Sikkim und Darjiling. Für Bergsteiger ist Biratnagar u. a. Ausgangspunkt zum Kangchendzönga.

## Klima
Biratnagar hat ein tropisches Klima mit heißen Sommern, in denen die Temperatur nie unter 23 °C sinkt und milden Wintern, in denen Temperaturen unter 7 °C äußerst selten sind. Die kälteste jemals gemessene Temperatur liegt bei 3,1 °C, die wärmste bei 43,2 °C. Im Normalfall liegen die Temperaturen im Sommer zwischen 33° und 26°, im Winter zwischen 24° und 10°.
|                        | Jan  | Feb  | Mär  | Apr  | Mai  | Jun  | Jul  | Aug  | Sep  | Okt  | Nov  | Dez  |   |      |
| Mittl. Temperatur (°C) | 15,9 | 18,6 | 23,3 | 27,2 | 28,3 | 29,1 | 28,9 | 29,2 | 28,4 | 26,4 | 22,3 | 18   | ⌀ | 24,7 |
| Mittl. Tagesmax. (°C)  | 22,7 | 26,1 | 30,9 | 33,9 | 33,3 | 32,9 | 32,1 | 32,5 | 32,1 | 31,6 | 29,3 | 25,4 | ⌀ | 30,2 |
| Mittl. Tagesmin. (°C)  | 9    | 11,1 | 15,6 | 20,4 | 23,3 | 25,2 | 25,6 | 25,8 | 24,7 | 21,1 | 15,3 | 10,5 | ⌀ | 19   |
|                        |      |      |      |      |      |      |      |      |      |      |      |      |   |      |
| Niederschlag (mm)      | 12   | 13   | 13   | 53   | 186  | 302  | 531  | 378  | 299  | 92   | 6    | 7    | Σ | 1892 |

| 9 |

| 11,1 |

| 15,6 |

| 20,4 |

| 23,3 |

| 25,2 |

| 25,6 |

| 25,8 |

| 24,7 |

| 21,1 |

| 15,3 |

| 10,5 |

| 9 |

| 11,1 |

| 15,6 |

| 20,4 |

| 23,3 |

| 25,2 |

| 25,6 |

| 25,8 |

| 24,7 |

| 21,1 |

| 15,3 |

| 10,5 |